# Microhyla sriwijaya
Microhyla sriwijaya — вид жаб з родини карликових райок (Microhylidae). Описаний у 2021 році.

## Поширення
Ендемік Індонезії. Поширений на південному сході Суматри та на острові Белітунг.

## Опис
Тіло завдовжки від 12,3 до 15,8 мм.